# Lawrence Weingarten
Lawrence Weingarten est un producteur américain né le 30 décembre 1897 à Chicago, et mort le 5 février 1975 à Los Angeles.
Il reçoit en 1974 l'Irving G. Thalberg Memorial Awards.

## Filmographie partielle
- 1929 : Broadway Melody (The Broadway Melody), de Harry Beaumont
- 1931 : Buster millionnaire
- 1933 : The Nuisance (en)
- 1933 : Mais une femme troubla la fête (When ladies meet), de Harry Beaumont
- 1933 : Should Ladies Behave
- 1934 : The Mystery of Mr. X (en)
- 1934 : Vivre et aimer (Sadie McKee), de Clarence Brown
- 1935 : Monseigneur le détective (The Bishop Misbehaves) d'Ewald-André Dupont
- 1935 : Rendezvous
- 1936 : L'Heure mystérieuse (The Unguarded Hour), de Sam Wood
- 1936 : La Fièvre des tropiques (His Brother's Wife), de W. S. Van Dyke
- 1936 : Une fine mouche (Libeled Lady), de Jack Conway
- 1937 : La Fin de Mme Cheyney (The Last of Mrs Cheyney), de Richard Boleslawski
- 1938 : Un envoyé très spécial (Too Hot to Handle), de Jack Conway
- 1939 : Balalaika de Reinhold Schünzel
- 1940 : Escape, de Mervyn LeRoy
- 1945 : Sans amour (Without Love), de Harold S. Bucquet
- 1949 : Madame porte la culotte (Adam's Rib), de George Cukor
- 1952 : Invitation
- 1952 : Mademoiselle Gagne-Tout (Pat and Mike), de George Cukor
- 1953 : The Actress, de George Cukor
- 1954 : Rhapsodie, de Charles Vidor
- 1955 : Le Tendre Piège (The Tender Trap) de Charles Walters
- 1955 : Une femme en enfer (I'll Cry Tomorrow), de Daniel Mann
- 1957 : Prenez garde à la flotte
- 1958 : La Chatte sur un toit brûlant (Cat on a Hot Tin Roof), de Richard Brooks
- 1959 : Un mort récalcitrant (The Gazebo), de George Marshall
- 1961 : Branle-bas au casino (The Honeymoon Machine), de Richard Thorpe
- 1961 : Le troisième homme était une femme (Ada), de Daniel Mann
- 1962 : L'École des jeunes mariés (Period of Adjustment), de George Roy Hill
- 1964 : La Reine du Colorado (The Unsinkable Molly Brown), de Charles Walters
- 1964 : Signpost to Murder
- 1968 : Les Années fantastiques (The Impossible Years), de Michael Gordon